# Roche Bobois
Roche Bobois ist ein französisches Unternehmen, das Möbel im gehobenen Preissegment vertreibt.

## Geschichte
Im Jahr 1950 kaufte der französische Möbelhändler Jacques Roche das Gebäude in der Pariser Rue de Lyon 18, um es als Verkaufsraum für Möbel zu nutzen. Das historische Gebäude war 1865 von Alexandre Dumas für einige Jahre als Theater angemietet worden. Roches Vater, Fernand, hatte ab 1898 in Paris damit begonnen, Möbelunternehmen aufzukaufen und hatte daraus einen Möbelgroßhandel namens Établissements Roche gemacht. 1960 trafen Jacques Roches Söhne Philippe und François, die seit 1959 im väterlichen Möbelunternehmen arbeiteten, auf der Möbelmesse in Kopenhagen auf Jean-Claude und Patrick Chouchan. Die Vorfahren der Chouchans, belarussische Juden, waren nach Frankreich ausgewandert, wo Albert Chouchan, Vater von Jean-Claude und Patrick, 1923 auf dem Pariser Boulevard Sebastopol ein Möbelgeschäft namens Au Beau Bois (dt. etwa Zum schönen Holz) eröffnet hatte. Die jungen Roches und Chouchans hatten folglich die Idee, skandinavische Möbel nach Paris zu importieren. Die beiden Familien beschlossen daher, ihre Geschäfte mit „Geschenk“-Boutiquen zu erweitern, um skandinavische Accessoires zu verkaufen. Noch 1960 wurde das erste Geschäft auf dem Pariser Boulevard Saint-Germain eröffnet; weitere Filialen folgten. Diese Boutiquen hießen zunächst „Compléments d'objets“ und hatten Textilien, Geschirr sowie Tapeten im Sortiment. Schließlich einigte man sich, aus dem Möbelgeschäft der Roches und dem Geschäft Au Beau Bois der Chouchans das Unternehmen Roche Bobois zu gründen (anfangs noch Boboisroche bzw. Rochebobois). Das einst von Dumas als Theater genutzte Gebäude beherbergt bis heute einen Roche Bobois Flagshipstore.
Im Jahr 1961 wurde die erste nationale Werbekampagne in der Zeitschrift Elle realisiert. Diese wurde etwa für die nächsten 50 Jahre zweimal jährlich geschaltet. Der erste gemeinsame Katalog und ein Franchisesystem ohne eigene Produktion wurden gegründet, was für die damalige Zeit eine Form von Geschäftsmodell darstellte. Im Jahr 1965 folgte die Eröffnung des ersten Geschäfts in Belgien.
Im Jahr 1970 lernten Philippe Roche und sein Team den Designer Hans Hopfer während einer Reise in Deutschland kennen. Er entwirft für Roche Bobois ein Sofa, das unter dem Namen „Lounge“ auf den Markt gebracht worden ist. Seit 1990 ist es unter dem Namen „Mah Jong“ der weltweite Bestseller bei Roche Bobois.
Das erste Geschäft außerhalb Europas wurde im Jahr 1973 in Kanada eröffnet. Im Jahr darauf folgten Filialen in den USA und Spanien. In den 1980er Jahren wurde das Angebot der Kollektion „Les Provinciales“ für die neuen Landhausbesitzer ausgebaut. Mit der Kollektion „Les Voyages“, die in den 1990er Jahren auf den Markt kam, reagierte das Unternehmen auf den Trend für ethnische Möbel. Im Jahr 1995 eröffnete das erste Geschäft in Italien.
Anfang des 21. Jahrhunderts gab es zwei markante Produktionsentwicklungen bei Roche Bobois. Zum einen wurde die internationale Entwicklung mit der Niederlassung von Geschäften weltweit vorangetrieben; zum anderen wurden Kooperationen mit Designern, Architekten und Modedesignern entwickelt, die Möbel und Objekte für die Marke kreieren.
Im Jahr 2004 eröffnete die erste Filiale in der Volksrepublik China, was die Eröffnung des hundertsten Geschäfts im Ausland bedeutete. Seit 2009 organisiert das Unternehmen einen Wettbewerb von Designern, erstmals in China, dann Marokko und 2012 in Großbritannien. Ziel ist es, lokale Talente zu entdecken, die für ein bestimmtes Thema Kreationen schaffen. Auf diese Weise ist beispielsweise der Stuhl AVA entstanden, der von einem chinesischen Designer entworfen worden ist und von einem italienischen Produzenten hergestellt wird.
Seit 2011 ist die Marke in 45 Ländern mit 250 Geschäften vertreten. 80 davon sind betriebseigene Filialen. Im Jahr 2012 erwirtschaftete das Unternehmen zum ersten Mal mehr als die Hälfte seines Umsatzes international, was vor allem auf das Wachstum auf dem nordamerikanischen Markt zurückgeführt wird. Dort ist die Marke mit dem Geschäft von New York-Madison seit 1974 vertreten und Nordamerika wurde somit das zweite Standbein von Roche Bobois.
Im Jahr 2013 verstärkt Roche Bobois seine internationale Präsenz mit der Eröffnung von 15 weiteren Geschäften in mehr als zehn Ländern wie z. B. Singapur, Kolumbien, Indonesien oder Bulgarien. Aber auch in Frankfurt, an der Designmeile Hanauer Landstraße.

## Designer
Roche Bobois entwickelt seine Kollektionen in Zusammenarbeit mit zahlreichen Designern, Architekten und Modedesignern, in den 1980er Jahren mit großen Designern wie Hans Hopfer oder dem italienischen Architekten Luigi Gorgoni.
In den 2000er Jahren folgten Kooperationen mit weiteren namhaften Designern:
- Kollektion Métropolis für die 40 Jahre von Roche Bobois von Iosa Ghini
- Kollektion Ping Pong von Paola Navone
- Canapé Comète von Vladimir Kagan
- Kollektion Rive Droite von Christophe Delcourt, der später das Bücherregal Legend entworfen hat
- Produktlinie Speed Up von Sacha Lakic
- Couchtisch Cute Cut[11] von Cédric Ragot
- Kollektion Furtif von Daniel Rode
- Kollektion Assemblage von Stéphan Lebrun
- Kollektion von Ora Ito

Einige der Kreationen wurden während des Mobi Boom im Musée des Arts Décoratifs von Paris präsentiert.
Auch namhafte Modedesigner haben mit Roche Bobois zusammengearbeitet. Darunter Kenzo, Missoni, Ungaro, Jean Paul Gaultier und Sonia Rykiel.